# Зеленьки
Зеле́ньки — село в Україні, у Миронівській міській територіальній громаді Обухівського району Київської області. Населення села за переписом 2001 року становило 1873 особи, нині в селі мешкає 1785 осіб.

## Географія
Розташоване на річці Росаві II, за 48 км від районного центру та за 11 км від залізничної станції Миронівка, вздовж автомагістралі Київ-Дніпро Н01. 

## Населення
| 1740 | 800  |
| 1790 | 1127 |
| 1863 | 3170 |
| 1865 | 3092 |
| 1900 | 5426 |
| 1963 | 4000 |
| 1971 | 3532 |
| 1991 | 2304 |
| 1994 | 2103 |
| 2000 | 1987 |
| 2001 | 1873 |
| 2011 | 1770 |

Мова
Розподіл населення за рідною мовою за даними перепису 2001 року був наступним:
| українська | 1827 | 97,54 |
| російська  | 41   | 2,19  |
| білоруська | 3    | 0,16  |
| молдавська | 2    | 0,11  |

## Назва
Первинну назву села було втрачено. Існує дві версії походження назви села, за однією з них, на початку XVII століття у ці місця заїхали троє козаків — Мирон Зелений, Герасим Сало та Роман Зелений. Мирон оселився на території теперішньої Миронівки, Сало — Салова Хутора, а Роман Зелений — на території села Зеленьки. За іншою — на початку XVII століття на місці теперішніх Зеленьок стояло козаче військо під проводом кошового козака Романа Зеленого, і коли напали татари, багато селян та козаків пішли у бій. Загиблих потім поховали у великій могилі, яка згодом поросла травою, зазеленіла, стала Зеленою могилою. Можливо, і цей фактор вплинув на назву села.

## Історія
У 1649 році в реєстрі Маслівської сотні села Миронівка, Зеленьки, Салів Хутір вже значилися, як поселення з такими назвами. 
У XVIII столітті Зеленьки належали до Богуславського староства. 1739 року староста Богуславський Юрій Любомирський надає дозвіл на наділ землі у 96 десятин для церкви. У 1758 році на Покрову в Зеленьках освячується п'ятикупольна дерев'яна церква на честь Покрова Пресвятої Богородиці. Клірові відомості, метричні книги, сповідні розписи церкви Покрова Пресвятої Богородиці с. Зеленьки Богуславського повіту (від 1846 року — Канівського повіту) Київської губернії зберігаються у фондах ЦДІАК України.
У 1770-х роках, після обрання королем Речі Посполитої князя Станіслава Августа Понятовського, ці землі стають власністю польської корони. У 1792 році місцеві церковні володарі особисто у польського короля просили дозволу на затвердження священика Михайла Грушевського на посаду настоятеля парафіяльної церкви с. Зеленьки Богуславської волості з приводу смерті попереднього настоятеля Івана Куліковського. Обов'язковим був союз із загальною Римо-католицькою церквою. Але вже 1795 року о. М. Грушевський приєднався до Російської православної церкви. Майже століття (з 1800-х років) настоятелями зеленьківського храму Покрова Пресвятої Богородиці були священики давнього українського шляхетного роду Сікорських. 
У 1740 році у Зеленьках було 100 дворів та 800 мешканців, у 1790 році — 235 дворів та 1127 мешканців. У 1799 році ці землі стали власністю графа Францішека Ксаверія Браницького. Молода дружина графа Олександра розгорнула жваву торгівлю зерном, яке стали вирощувати на степових перелогах. Від середини XIX століття там почали вирощувати й цукрові буряки.
У середині XIX століття в Зеленьках мешкало близько трьох тисяч кріпаків панів Браницьких. Селяни часто згадували свої козацькі корені, бунтували. Так, у 1855 році вони домагалися від Браницького указу про волю, побили священика зеленьківської церкви Трохима Черняхівського, який не був лояльним до кріпаків.
27 липня 1859 року у Зеленьках заночував заарештований Т. Шевченко, якого супроводжував соцький і прямували вони від села Мошни до Києва, а далі на заслання. Досі зберігаються перекази про те, як поет тривалий час спілкувався з зеленківцями, від них записав народну пісню «Ой, п'яна, я п'яна». Одну з вулиць та майдан у Зеленьках названо на честь Великого Кобзаря, також на вшанування пам'яті про цю подію у селі встановлений пам'ятний знак Т. Шевченку.
У 1862—1863 роках чисельність населення у Зеленьках становила 3170 осіб. У 1865 році дворів було 380, а населення зменшилося до 3092 осіб.
1865 року Міністерством народної освіти було збудовано однокласну школу, яка через рік стала трикласною. Крім того, в будинку священика містилася початкова школа (1-й клас) з 26 учнями — переважно дітьми заможних селян.
Володіння Браницьких поділялися на великі економії — ферми, якими управляли орендарі, і з часом їх викуповували окремі поміщики. Так, 990 десятин землі між Зеленьками й нинішньою залізничною   гілкою «Миронівка—Кагарлик» придбав поміщик Козловський. Тут було засновано велику економію Вільхову (Ольшаницьку), згодом поміщицьку садибу та маєток.
1894 року у Зеленьках налічувалося вже 4956 мешканців, а у 1900 році — 668 дворів та 5426 мешканців, з них 2694 чоловіки та 2712 жінок. Тут була православна церква, діяло 22 вітряки, 6 бакалійних лавок, сільський банк. Торгували у селі 8 купців.
Населення займалося землеробством, частина йшла на заробітки у Таврійську, Херсонську, Катеринославську губернії. Селу належало 7095 десятин землі, у тому числі поміщицької — 2418 десятин, селянської — 4560. Село на той час належало спадкоємцям Францішека Ксаверія Браницького Олександру, Костянтину та Владиславу Браницьким. Землі орендували Д. М. Остапенко, Ф.  Йордан, Т. Лукашевич. Поміщицьке  господарство велося за чотирипільною системою, селянське — за трипільною. Частина селян працювала в економіях і одержувала платню.
На початку XX століття у Зеленьках було відкрито однокласну народну школу. У 1907 році земська управа виділила кошти для будівництва нової школи, яка у 1910 році стала двокласною. Згодом тут стало п'ять класів, де навчалося 150 учнів, яких навчало шість учителів. Першим директором школи був А. О. Бідний. У російсько-японській війні 1904—1905 років брав участь житель Зеленьок К. Бабенко, а Л. Капишон та О. Плигун служили на панцернику «Князь Потьомкін-Таврійський» та брали участь у повстанні команди панцерника. Учасниками російсько-турецької війни 1914—1917 років були С. Токовенко та П. Пушняк.
Після 1917 році малоземельні та безземельні селяни одержали наділи землі з конфіскованих поміщицьких володінь. У 1918 році в Зеленьках створюється місцевий компартійний осередок, організатором якого став Матвій Дубик.
1923 року розпочинається організоване переселення малоземельних селян у степ. За прикладом селян Карапишів й Мисайлівки близько 80 сімей із Зеленьок у 1924—1925 роках переселяються у степ, обравши місце біля спаленого маєтку та економії пана Козловського. Організовує та очолює переселення той самий Матвій Дубик, на честь якого згодом назвали нове село — Матвіївкою.
1921 року в Зеленьках створено першу в районі артіль імені В. І. Леніна, згодом її перетворено на однойменний колгосп. У 1925 році Т. А. Гуриненком організовано ТСОЗ імені М. Д. Леонтовича. Навесні 1921 року Миронівська сільська рада виділила землі під плантації цукрових буряків для Миронівського цукрозаводу. Поступово радгосп «Червоний Жовтень» розширявся, його філії були створені в навколишніх селах — Олександрівці, Козині, Росаві, а також у Зеленьках, яким підпорядковувалися землі хуторів Польове та Світле.
1928 року на території земельного масиву Зеленьок функціювало п'ять колгоспів: імені Леніна, імені Калініна, імені Петровського, імені Сталіна, імені Газети «Правда». Головою Зеленьківської сільської ради у 1928—1929 роках був В. К. Сидоренко. 
У 1930 році почалася суцільна колективізація, що закінчилася за два роки. У відповідь на опір колективізації та задля забезпечення норм хлібозаготівлі у селі почалося вилучення продуктів харчування, відтак — голод. За свідченнями мешканців села, які пережили голод, під час Голодомору у 1932—1933 роках померло голодною смертю близько 650 осіб, у тому числі усі мешканці Вареникового Яру. Вдалося встановити імена лише 77 осіб, з них 23 дітей. Померлих звозили на кладовища до загальних ям на 50—100 осіб. В селі Зеленьках одна з таких загальних могил розташована в кутку Очколасівка на місцевому кладовищі. У місцях поховань жертв голоду у 1997 році зеленківцями встановлено пам'ятні знаки, виготовлені місцевими майстрами.
У 1934 році в Зеленьках відкрито семирічну школу.
З початком німецько-радянської війни 661 мешканець села пішов на фронт. Оборонні бої за село вела 97-ма стрілецька дивізія 233-го стрілецького полку. Зеленьки були окуповані 3 серпня 1941 року. Під час окупації в селі діяла підпільна група на чолі з жителем Зеленьок, колишнім головою колгоспу Ф. Й. Чередником, яка мала зв'язок з київським підпіллям, партизанськими загонами М. Кошового та І. Приймака. Через зраду одного з місцевих, групу було викрито та під час бою її було знищено, загинув і її керівник Ф. Чередник. На честь Ф. Чередника названо вулицю в Зеленьках. Визволили село 30 січня 1944 року підрозділи 180-ї стрілецької дивізії. 

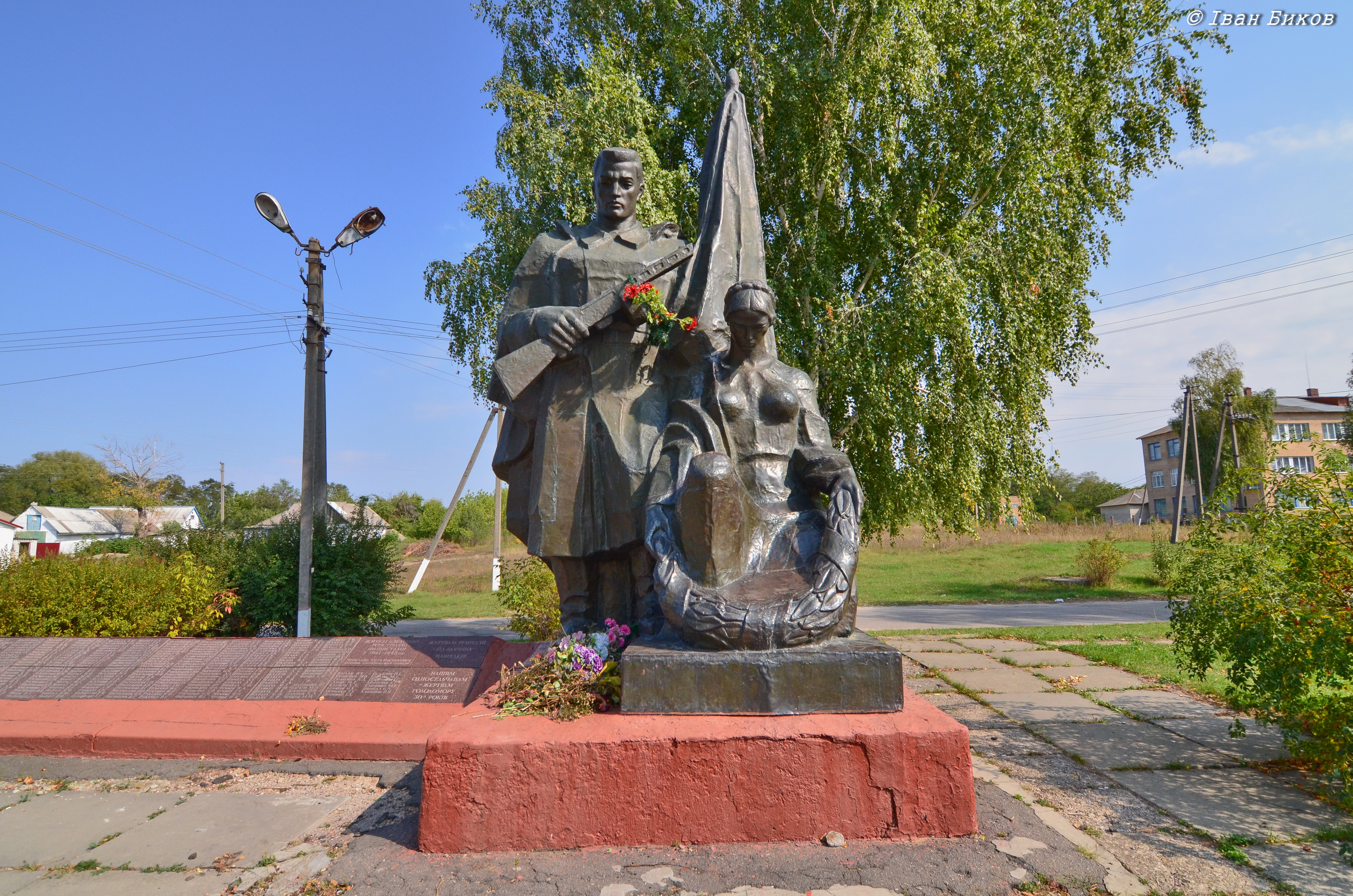
Монумент радянському солдату на місці спільного поховання воїнів Червоної Армії та воїнів-односельців, які загинули під час німецько-радянської війни (Зеленьки, центр села)

На фронтах війни загинули 344 мешканці села. Окупантами було розстріляно близько 10 зеленківців. За бойові заслуги близько 180 мешканців села нагороджені орденами і медалями. Одну з вулиць села названо на честь мешканців Зеленьок, що мешкали на вулиці Піщаній та загинули у тій війні братів Морозових — дев'ятьох братів (п'ятьох — синів Петра Морозова, чотирьох — Павла Морозова).
У повоєнні роки в Зеленьках були відроджені колгоспи: імені Леніна (голова П. Т. Коваленко), імені Сталіна (голова П. М. Мороз), імені Калініна (голова Колодій), імені Петровського (голова Г. Х. Отиченко), імені Газети «Правда» (голова І. М. Лисенко). Вже 1946 року колгоспи налагодили держпостачання основних культур землеробства і продукції тваринництва. У 1948 році був відновлений бурякорадгосп «Червоний Жовтень» Миронівського цукрового заводу, одна з філій якого — «Вербова» — розташований на землях сіл Світле та Польове. Села були підпорядковані Зеленьківській сільській раді до 1990-х років.
У 1955 році зеленьківські колгоспи імені Сталіна, імені Калініна та імені Газети «Правда» об'єдналися у колгосп імені Хрущова, пізніше перейменований на колгосп «Україна», колгоспи імені Леніна та імені Петровського — на колгосп імені Леніна. 1956 року проведена електрифікація села. 1961 року за отримання високих врожаїв зернових працівникам колгоспу «Україна» вручений перехідний Червоний прапор Старченківського райкому партії та виконкому Старченківської районної ради. В артілі імені Леніна на початку 1960-х років культивувався сорт озимої пшениці «Миронівська—264». 1961 року бригади Іллі Перекотія та Олександра Прохоренка зібрали по 43 центнери цього сорту пшениці з гектара.
До 1967 року через Зеленьки прокладено одну з ділянок асфальтованого автошляху «Київ—Дніпропетровськ», також прокладено дороги до тваринницьких ферм. Побудовано механізований тваринницький комплекс. Споруджено нову будівлю сільмагу, радіовузол, майстерню побутового обслуговування населення, ставок для риболовлі. Зведено нову будівлю для сільської дільничної лікарні, поруч — два житлові будинки для лікарів. На кошти господарств і сільських рад зони обслуговування лікарні було обладнано хірургічну операційну, стоматологічний фізіотерапевтичний кабінети, рентгенкабінет та лабораторії.
У 1963 році в селі було 1312 дворів, в яких мешкало 4000 осіб, на початку 1970-х років — 3532 мешканці.
На початку 1970-х років у Зеленьках розміщувалися центральні садиби колгоспу «Україна», земельний фонд якого становив 3293 га, та колгоспу імені Леніна — 2419 га. Обидва господарства спеціалізувалися на рільництві та м'ясо-молочному тваринництві. У Зеленьках на той час працювали середня та восьмирічна школи, сільський Будинок культури, клуб, дві бібліотеки, дільнична лікарня. 1973 року колгоспи «Україна» та імені Леніна об'єдналися в один — імені Леніна,  котрий згодом  став тримільйонником. У 1979 році, на місці, де колись стояла сільська церква, споруджена нова триповерхова школа, а також в селі збудовано дитячий садок і Будинок культури, а також асфальтовано дороги. На початку 1990-х років — центральну садибу колгоспу імені Леніна було газифіковано. 
У 1991 році в селі налічувалося 2304 мешканці, у 1994 році — 2103 мешканці, у 2000 році — 1987 мешканців. Нині у селі діють комунальний заклад Зеленьківський навчально-виховний комплекс «Загальноосвітня школа I—III ступенів — дошкільний навчальний заклад», магазини, на базі дільничної лікарні функціонують амбулаторія та стаціонарне відділення на 10 ліжок.
2014 року до села (з метою відбудови на новому місці) було перевезено напівзруйновану церкву Різдва Богородиці з села Малі Прицьки, збудовану у 1906—1907 роках. 28 квітня 2016 року у селі відбулося освячення хреста та закладення наріжного каменя фундаменту майбутнього Свято-Покровського храму Української Православної Церкви Київського Патріархату (нині — ПЦУ).
Сільськогосподарське виробництво в селі за роки незалежності набуло різних форм господарювання. В Зеленьках тепер діють: ТОВ «Агромарс», СФГ «Припіяло А. В.», СФГ «Маяк», СФГ «Глорія» , СФГ «Анастасія», СПД «Олексмі», ПСП «Наталі», ТОВ «Зеленьки», ПП «Смакота», ПП «Зах-Нід–транс», СФГ «Обрій», ТОВ «Миронівський агрокомплекс», СФГ «Едем» та більше 40 фізичних осіб підприємців. Всі господарства спеціалізуються на вирощуванні зернових та технічних культур.

## Археологічні дослідження
Біля Зеленьок височіє 12 курганів доби бронзи (III — початок І тисячоліття до н. е.) та ранньо-скіфських часів (VI—V століть до н. е.), серед них — розкопаний і досліджений у 1887 році кочівницький курган «Болгани», де було виявлено скелет вершника в залізній кольчузі, шолом, стріли, списи та кістяки двох коней, вудила, стремена. 

## Герб
На зеленому золота покрова (омофор). Омофор означає, що маючи храмове свято на Покрову, село сподівається саме на її захист від усіх незгод. Золото вказує на той момент чуда, коли покрова «сяяла паче сонця». Довгі звивисті лінії покрови нагадують великі розміри села, крізь яке проходить автомагістраль. Колір щита вказує на козака Мирона Зеленого, з яким пов'язують заснування села та його назву.

## Відомі люди
- Гордієвський Михайло Іванович — український вчений, закатований у 1930-х роках, батько члена ОУН Ігоря Михайловича Гордієвського.
- Дубова Г. Т. — ланкова буряківничих ланок колгоспу «Соцперемога» (с. Фролівка) — однією з перших у Миронівському районі 1949 року присвоєне звання Героя Соціалістичної Праці. Кавалер орденів Леніна і Трудового Червоного прапора. Народилася в Зеленьках.
- Івченко Володимир Іванович (нар. 17 листопада 1936) — український письменник, прозаїк, публіцист. Член Національної спілки письменників України (1994). Автор багатьох нарисів, оповідань, пригодницьких повістей, зокрема, видані його книги «Алмазною стежкою», «Джерела не замерзають»[9].
- Капшук В. М. — учасник ліквідації наслідків аварії на Чорнобильській АЕС. За самовіддану роботу з ліквідації наслідків аварії на Чорнобильській АЕС нагороджений Грамотою Президії Верховної Ради УРСР.
- Лисенко М. Г. — ланкова буряківничих ланок колгоспу «Соцперемога» (с. Фролівка) — одній з перших у Миронівському районі 1947 року присвоєне звання Героя Соціалістичної Праці. Кавалер орденів Леніна, Жовтневої революції та Трудового Червоного прапора. Народилася в Зеленьках.
- Полікарп (Сікорський) — митрополит Української Автокефальної Православної Церкви в діаспорі.
- Чучмій Іван Петрович — український науковець, доктор сільськогосподарських наук, професор кафедри генетики, селекції та насінництва Уманського державного аграрного університету. Автор понад 30 сортів і гібридів кукурудзи, пшениці, ячменю. Нагороджений орденом Трудового Червоного прапора, лауреат Державних премій СРСР та УРСР. Автор декількох збірок гумористичних оповідань, зокрема, «Сміхотерапія», «Батьки і діти».
- Шпак І. Ф. — комбайнер колгоспу імені Леніна. Нагороджений двома орденами Леніна, орденом Жовтневої революції. За систематичне перевиконання виробничих норм і відмінну якість роботи йому було присвоєно звання «Майстер золоті руки», декілька разів був учасником ВДНГ України і СРСР. Нагороджений бронзовою медаллю ВДНГ СРСР. На його честь названа вулиця в Зеленьках.

### Учасники російсько-української війни на сході України
На захисті цілісності України стали наші земляки:
- Волков В. В.;
- Галич О. П.;
- Герінгер Д. А.;
- Голованенко М. Я.;
- Гомон І. Ю.;
- Губський О. В.;
- Доник В. В.;
- Івченко О. М.;
- Комар М. А.;
- Лехман І. Ю.;
- Маслюк М. В.;
- Мисюкевич С. В.;
- Мисюкевич Ю.;
- Стадник І. Ф.;
- Товмач М. М.;
- Хараішвілі Р. О.;
- Хижняк С. В.;
- Шкарбан Ю. С.;
- Шляхта О. В.;
- Ющук В. М..